# Погосян, Ширак
Ширак Погосян (арм. Շիրակ Պողոսյան; род. 24 сентября 1969, Ереван) — армянский легкоатлет, специалист по прыжкам в длину. Выступал за сборную Армении по лёгкой атлетике в 1990-х годах, победитель и призёр первенств национального значения, участник летних Олимпийских игр в Сиднее.

## Биография
Ширак Погосян родился 24 сентября 1969 года в Ереване, Армянская ССР.
Впервые заявил о себе в лёгкой атлетике ещё в конце 1980-х годов, в частности в июле 1989 года на соревнованиях в Донецке прыгнул на 7,98 метра, а в январе 1990 года в Кишинёве установил свой личный рекорд по прыжкам в длину в закрытых помещениях — 7,92 метра.
После распада Советского Союза вошёл в состав армянской национальной сборной, представлял Армению на нескольких крупных международных стартах. Так, в 1995 году выступил в прыжках в длину на чемпионате мира в помещении в Барселоне и на летней Универсиаде в Фукуоке — в обоих случаях выйти в финал не смог.
В 1997 году отметился выступлением на чемпионате мира в помещении в Париже.
В мае 2000 года на соревнованиях в Цахкадзоре установил свой личный рекорд в прыжках в длину на открытом стадионе — 8,08 метра. Выполнив олимпийский квалификационный норматив, удостоился права защищать честь страны на летних Олимпийских играх в Сиднее — здесь на предварительном квалификационном этапе показал результат 7,24 метра и в финале не вышел. По окончании этого сезона завершил спортивную карьеру.